# Ten Nights in a Bar Room
Pour plus de détails, voir Fiche technique et Distribution.
Ten Nights in a Bar Room est un film muet américain réalisé par Francis Boggs et sorti en 1911.

## Fiche technique
- Réalisation : Francis Boggs
- Scénario : Otis Turner, d'après le roman de T.S. Arthur et la pièce de William W. Pratt
- Production : William Nicholas Selig
- Date de sortie : États-Unis : 1911

## Distribution
- William Stowell
- Charles Clary
- Frank Weed
- Rex De Rosselli
- Thomas Carrigan
- Kathlyn Williams
- Baby Remis
- Vera Hamilton